# Włodzimierz I Wielki
Włodzimierz I Wielki, Włodzimierz Światosławowicz (st. rus. Володимѣръ Свѧтославичь, Volodiměrŭ Svętoslavičǐ), właściwie Waldemar (staronord. Valdamarr Sveinaldsson), występuje z przydomkami Święty, Wielki lub Chrzciciel (ur. ok. 958, zm. 15 lipca 1015) – władca ruski z dynastii Rurykowiczów, książę Nowogrodu, wielki książę kijowski i władca Rusi Kijowskiej od ok. 980 do 1015 roku. W 988 roku wprowadził na Rusi chrześcijaństwo. Święty kościoła prawosławnego i katolickiego.

## Życiorys

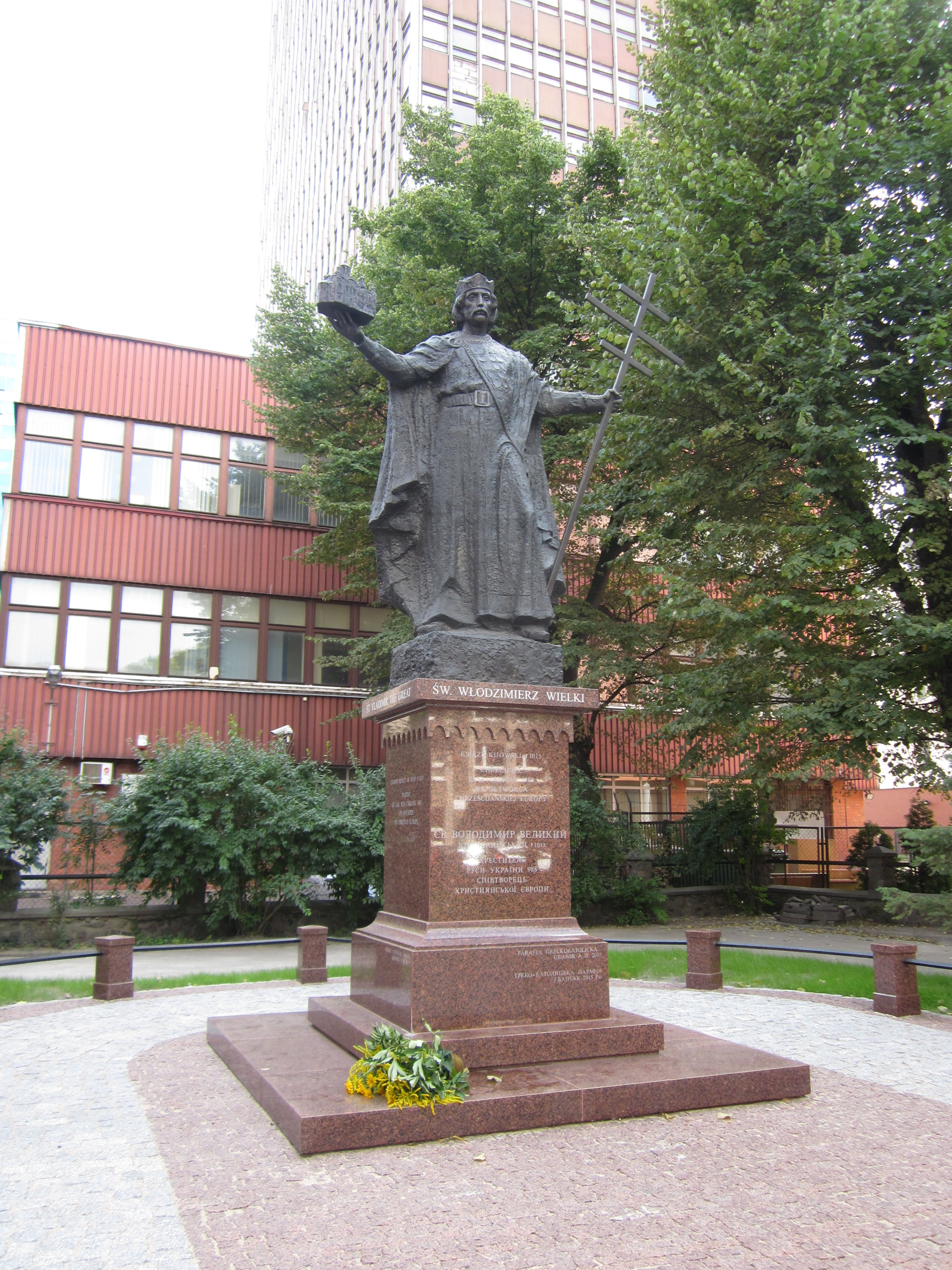
Pomnik Św. Włodzimierza Wielkiego w Gdańsku. Autorstwa Gennadija Jerszowa

Był wnukiem Igora (Ingwara), władcy Rusi Kijowskiej (nord. Gardariki) i nieślubnym synem księcia Światosława I i jego konkubiny Małuszy, którą sagi norweskie opisują jako wróżkę przepowiadającą przyszłość i żyjącą do wieku 100 lat. Według najnowszych badań, książę Włodzimierz urodził się na Wołyniu we wsi Budziatycze (ukr. Будятичі), obecnie w obwodzie wołyńskim, w pobliżu monasteru w Zimnem.
W podziale ojcowizny otrzymał najpierw Nowogród Wielki (Holmgård), skąd musiał uciekać przed przyrodnim bratem Jaropełkiem, ale powrócił w 978 roku na czele sprzymierzonych oddziałów wikingów, odbił Nowogród, a po drodze do Kijowa (Sambat) przy pomocy sił norweskiego jarla Haakona Sigurdssona zajął Połock i Smoleńsk i porwał połocką księżniczkę Rognedę, którą zmusił do zamążpójścia. Po zajęciu Kijowa kazał zamordować Jaropełka (jego brat Oleg już wówczas nie żył; zginął w Kijowie obleganym wcześniej przez Jaropełka).
W następnych latach podbił i przyłączył do Rusi tereny polskich Grodów Czerwieńskich (981), przymuszał do uległości Wiatyczów (981, 982), pokonał Jaćwingów (983), podporządkował sobie Radymiczów (984).
W celu zbudowania jedności plemion ruskich chciał wykorzystać kulty plemienne, tworząc w Kijowie centralny ośrodek kultowy dla całego państwa z utworzonym panteonem bóstw.
Do tej pory okrutny, wojowniczy i rozpustny (miał kilkanaście żon i podobno 800 konkubin), zmienił się całkowicie po przyjęciu chrztu w Chersonezie i ślubie z Anną, siostrą cesarza Bizancjum, Bazylego II w 988 r. Główne elementy fabuły legendy „Korsuńskiej” o wydarzeniach chrztu Włodzimierza, do dziś są obecne w wierzeniach związanych ze źródłem i cudownym obrazem Matki Boskiej we wsi Budziatycze na Wołyniu (miejscu narodzin księcia Włodzimierza).
Po powrocie do Kijowa zniszczył pogańskie chramy, wrzucił własnoręcznie posąg Peruna do Dniepru i po przybyciu duchownych z Bizancjum kazał przeprowadzić masowy chrzest ludności w Dnieprze. Założył miasto Włodzimierz Wołyński. Zwycięzca Waregów i zjednoczyciel państwa stał się teraz pokojowym i miłosiernym władcą, choć ustanowił surowe kary za pozostawanie w wierze pogańskiej. W Kijowie wzniósł cerkiew Dziesięcinną oraz założył pierwszą na Rusi szkołę.
Ostatnie lata życia księcia były wypełnione stałymi konfliktami z jego dwunastoma kłótliwymi, na wpół pogańskimi synami. Zmarł 15 lipca 1015 r. w drodze do Nowogrodu, dokąd wyruszył na wojnę z synem Jarosławem (Jarisleif).
Rocznica śmierci świętego jest wielkim świętem prawosławnych i unitów (lecz nie katolików rzymskich) w Rosji i na Ukrainie. Zwłoki świętego odnaleziono w 1636 r. z inicjatywy metropolity kijowskiego Piotra Mohyły w ruinach Cerkwi Dziesięcinnej, zniszczonej w 1240 w czasie najazdu Mongołów pod dowództwem Batu-chana. Czaszkę przeniesiono do świątyni katedralnej Zaśnięcia Bogurodzicy Ławry Peczerskiej, pozostałe relikwie do Soboru Mądrości Bożej. W latach 1828–1842 na tym samym miejscu zbudowana została Druga Cerkiew Dziesięcinna. W 1935 r. władze sowieckie nakazały ją rozebrać.

## Przodkowie
| 4. Igor Rurykowicz (ok.878–945) |  |                           |  |  |                                              |
|                                 |  | 2. Światosław I (942–972) |  |  |                                              |
| 5. Olga (ok. 903–969)           |  |                           |  |  |                                              |
|                                 |  |                           |  |  | 1. Włodzimierz I Światosławowicz (958?–1015) |
| 6. Malko Lubczanin              |  |                           |  |  |                                              |
|                                 |  | 3. Małusza                |  |  |                                              |
| 7. nieznany przodek             |  |                           |  |  |                                              |
|                                 |  |                           |  |  |                                              |

## Żony i potomstwo
Temat małżeństw i potomstwa Włodzimierza jest szeroko dyskutowany w literaturze historycznej.
Jego żonami z czasów sprzed przyjęcia chrztu były:
1. Rogneda – córka połockiego księcia Rogwołoda[10][11],
2. Greczynka[10],
3. dwie Czeszki[10], być może jedna z nich to wspomniana w Powieści Malfryda.
4. Bułgarka[10] – według Wasyla Tatiszczewa miała mieć na imię Adela.

Skandynawskie sagi (których wiarygodność bywa podawana w wątpliwość) przypisują Włodzimierzowi żonę o imieniu Olava lub Allogia. Część badaczy sądzi, że imię to pojawiło się przez błąd skaldów, którzy przypisali imię babki Włodzimierza (Olga) jego żonie.
W 989 roku Włodzimierz poślubił Annę Porfirogenetkę, siostrę cesarza bizantyjskiego Bazylego II Bułgarobójcy. Owdowiał w 1011 roku. Po jej śmierci ożenił się jeszcze raz z, nieznaną z imienia, córką hrabiego Kuno von Eningena  oraz wnuczką Ottona I Wielkiego, która jako wdowa po Włodzimierzu żyła jeszcze w sierpniu 1018 roku.
Synami Włodzimierza byli:
- Wyszesław – według Powieści minionych lat syn pierwszej Czeszki[10],
- Iziasław – według Powieści minionych lat oraz Latopisu ławrentjewskiego syn Rognedy[11][13],
- Jarosław I Mądry – według Powieści minionych lat syn Rognedy[10][11],
- Światopełk I Przeklęty – według Powieści minionych lat syn Greczynki[10][11],
- Wsiewołod – według Powieści minionych lat syn Rognedy[10][11],
- Światosław – według Powieści minionych lat syn drugiej Czeszki[10]
- Mścisław I Chrobry – według Powieści minionych lat syn Rognedy[10],
- Borys (imię chrzestne Roman[14]) – według Powieści minionych lat syn Bułgarki[10], według A. Poppego syn Anny[15]
- Gleb (imię chrzestne Dawid[14]) – według Powieści minionych lat syn Bułgarki[10], według A. Poppego syn Anny[15]
- Stanisław,
- Pozwizd,
- Sudzisław.

Córkami Włodzimierza były:
- Teofano – żona Ostomira, posadnika Nowogrodu[15],
- Przedsława – konkubina Bolesława Chrobrego,
- Maria Dobroniega – żona Kazimierza I Odnowiciela.

Przypuszcza się, że córką Włodzimierza mogła być też nieznana z imienia żona Bernarda II, margrabiego Marchii Północnej.

## Włodzimierz w kulturze
Włodzimierz I Wielki jest bohaterem rosyjskiego filmu Wiking, który opowiada o jego wczesnej historii. Film miał premierę 29 grudnia 2016, a w postać Włodzimierza wcielił się Daniła Kozłowski.
Jest również tematem wielu obrazów, zwłaszcza religijnych:

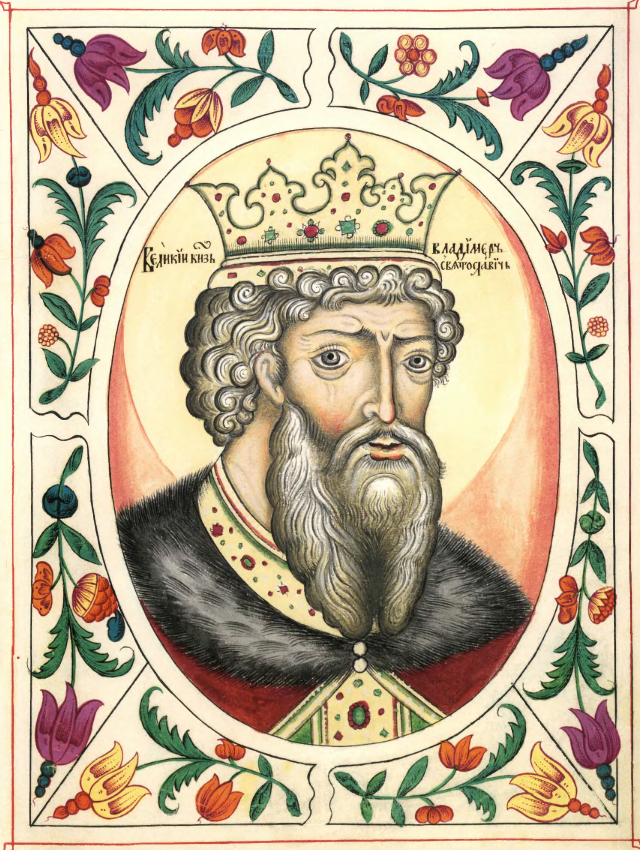
Włodzimierz Wielki. Miniatura z Carskiej Księgi Tytułów z 1672 r. wykonanej przez zespół artystów kremla moskiewskiego
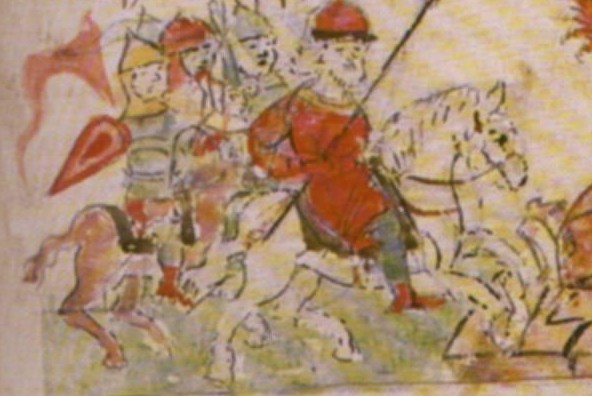
Włodzimierz wyrusza na wojnę. Fragment "Latopisu Radziwiłłowskiego", XII wiek. Zbiory Rosyjskiej Akademii Nauk, Petersburg
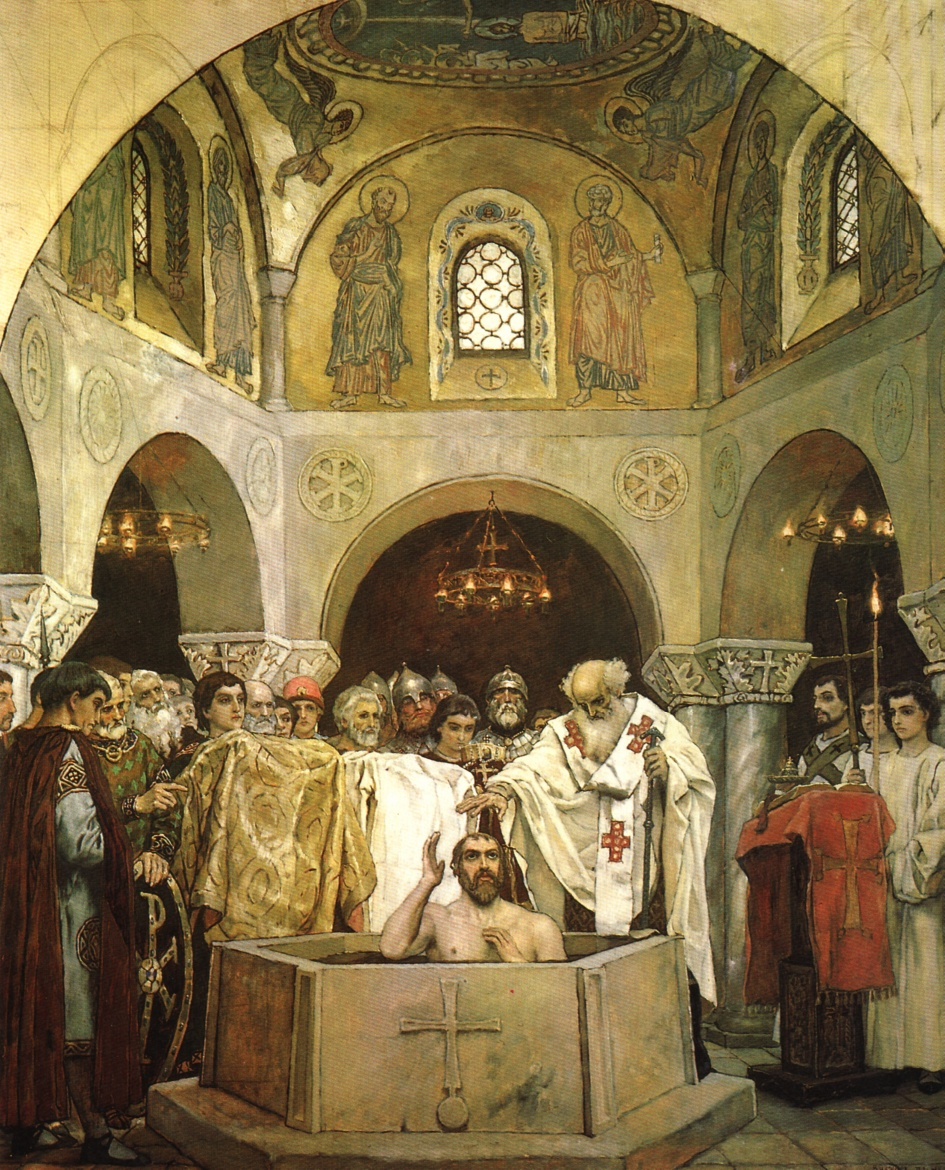
Chrzest Włodzimierza. Projekt fresku autorstwa Wiktora Wasniecowa dla soboru św. Włodzimierza w Kijowie z 1890 r. Galeria Trietiakowska, Moskwa
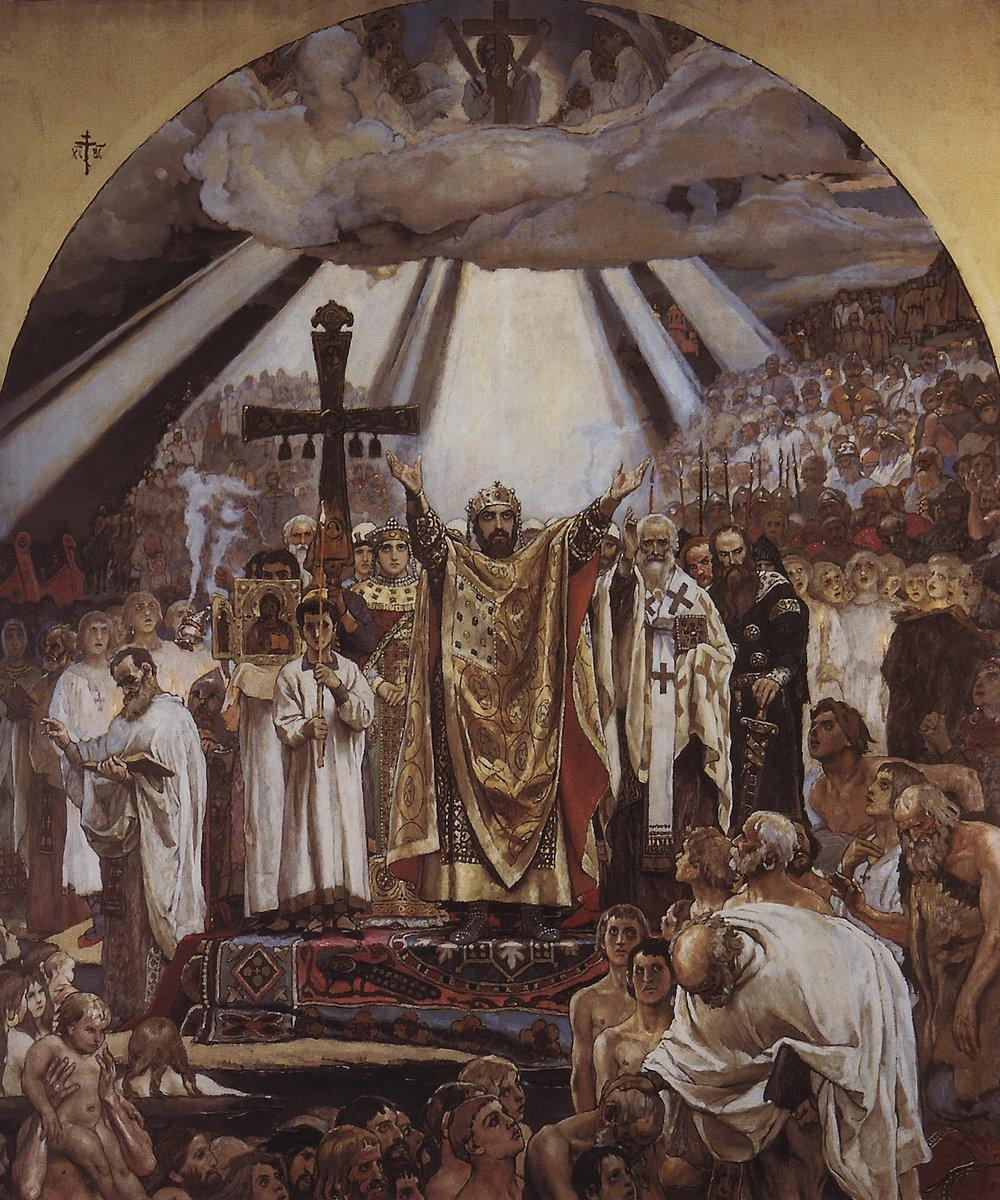
Chrzest Rusi

Jego postać przedstawiono na ukraińskich banknotach o nominale 1 hrywny pierwszej (1996), drugiej (1996) i trzeciej (2004) serii, a także monecie o nominale 2 hrywny (2004).
W 1853 na mocy decyzji cara Mikołaja I na drugim tarasie Wołodymyrśkiej hirki z okazji 900-lecia Chrztu Rusi wzniesiono pomnik Włodzimierza Wielkiego. Miał on upamiętniać przyjęcie chrztu przez księcia Włodzimierza oraz jego rolę w szerzeniu chrześcijaństwa w regionie.